# Браун, Билли (футболист)
Билли Браун (англ. Billy Brown; 20 декабря 1950, Масселборо, Шотландия) — шотландский футболист и футбольный тренер. Выступал на позиции защитника. Играл за «Мотеруэлл», «Рэйт Роверс», «Ньютонгранге Стар» и «Масселборо Атлетик». Долгое время работал в качестве ассистента тренера, неизменно входя в тренерский штаб Джима Джеффриса в таких командах как «Бервик Рейнджерс», «Фалкирк», «Харт оф Мидлотиан», «Брэдфорд Сити» и «Килмарнок». Так же исполнял роль ассистента главного тренера в «Хиберниане», недолго являясь исполняющим обязанности главного тренера. В 2012 году впервые стал главным тренером, возглавив «Ист Файф». Покинул клуб 5 июня 2013 года.

## Карьера

### Игрока
На первой стадии своей футбольной карьеры занимался в академии английского Халл Сити в течение четырёх лет. Не сумев проявить себя в Англии вернулся на родину, три года числился в «Мотеруэлле», в составе которого за это время сыграл лишь девять матчей. В итоге в 1973 году он перешёл в «Рэйт Роверс», где достиг пика своей игровой карьеры. Проведя в команде пять лет он чуть меньшие ста матчей, отметившись пятью голами. Дважды за это время он становился серебряным призёром турнира Первого Дивизиона. В 28 лет получил тяжёлую травму, что заставило его завершить профессиональную карьер. В течение ещё шести лет он играл на любительском уровне за команды «Ньютонгранге Стар» и «Масселборо Атлетик».

### Тренера
Тренерскую карьеру Браун начал став ассистентом тренера «Бервик Рейнджерс» Джима Джеффриса, своего друга детства. Позже он переходил из клуба в клуб вместе с Джеффрисом, неизменно входя в его тренерский штаб. Таким образом он сменил несколько клубов, таких как «Фалкирк», «Харт оф Мидлотиан», «Брэдфорд Сити», «Килмарнок» и в 2010 вернулся в «Харт оф Мидлотиан». В 2011 Браун и Джеффрис были уволены из клуба. Дальше их пути разошлись и Билли стал помощником главного тренера другого клуба из Эдинбурга — «Хиберниана». После увольнения Колдевруда недолго исполнял обязанности главного тренера команды и с приходом Пэта Фенлона сохранил за собой должность ассистента, но по истечении контракта команду покинул. В 2012 году впервые самостоятельно возглавил клуб, этим кубом стал Ист Файф.

### Тренерская статистика
| Команда   | Страна    | С           | До              | Результат | Результат | Результат | Результат | Результат |
| Команда   | Страна    | С           | До              | И         | В         | Н         | П         | Поб., %   |
| --------- | --------- | ----------- | --------------- | --------- | --------- | --------- | --------- | --------- |
| Ист Файф  | Шотландия | Ноября 2012 | 5 июня 2013     | 30        | 8         | 8         | 14        | 026,67    |
| Кауденбит | Шотландия | 1 июля 2017 | 31 октября 2017 | 16        | 2         | 2         | 12        | 012,50    |
| Итог      | Итог      | Итог        | Итог            | 46        | 10        | 10        | 26        | 021,74    |

## Достижения
Рэйт Роверс
- Вице победитель Первого Дивизиона: 1974, 1978